# The Academy (ep)
The Academy (later her-uitgebracht als The Academy Is...) is de eerste cd die The Academy Is... (toen nog The Academy maar ze moesten "Is..." erachter toevoegen omdat er meerdere bands met de naam "The Academy" waren). De cd is geen album maar een ep en is uitgebracht op 23 maart 2004 door LLR Recordings. Hij is gemaakt door de drummer Mike DelPrincipe en de gitarist AJ LaTrace, die de band verlaten na het opnemen van hun eerste album Almost Here (2005).

## Tracklist
(alle liedjes zijn geschreven door William Beckett)
1. "The Proverbial Unrest" – 2:36
2. "The Author" – 5:08
3. "Judas Kiss" – 3:57
4. "In Our Defense" – 4:31
5. "Dear Interceptor" – 3:42
6. "Absolution" – 5:44

## Credits
- William Beckett – zanger
- Mike Carden – gitarist
- Michael DelPrincipe – drummer
- Andy "the Butcher" Mrotek – back-up drummer
- AJ LaTrace – ritmische gitarist
- Adam T. Siska – bassist